# Driving Rain
Driving Rain es el duodécimo álbum de estudio del músico británico Paul McCartney, publicado por la compañía discográfica Parlophone en noviembre de 2001.
El álbum supone el primer trabajo de McCartney desde el anuncio de su relación con la modelo y activista Heather Mills, con quien se casó un año después. A pesar de ser el primer álbum con material propio desde la publicación en 1997 de Flaming Pie, el álbum obtuvo una escasa repercusión comercial y alcanzó el puesto 26 en la lista estadounidense Billboard 200, mientras en el Reino Unido entró en la posición 46.

## Historia
Determinado a seguir el ejemplo de su anterior trabajo, Run Devil Run, McCartney grabó Driving Rain en apenas dos semanas en febrero de 2001 con la ayuda de David Kahne como productor musical y acompañado de una nueva banda de respaldo. 
El álbum refleja un periodo de transición en la vida personal de McCartney, tras la muerte de su primera mujer, Linda McCartney, a causa de un cáncer de pecho en 1998. Repuesto de su pérdida, McCartney conoció a Heather Mills, con quien contrajo matrimonio un año después y a quien dedicó las canciones «Your Loving Flame» y «Heather».
El 11 de septiembre de 2001, McCartney sobrevoló en un avión la ciudad de Nueva York después de los atentados terroristas a las Torres Gemelas y pudo contemplar la situación. Enfadado por la tragedia y determinado a responder a los ataques, compuso la canción «Freedom» y organizó junto a Harvey Weinstein el evento The Concert for New York City, un macroconcierto que tuvo lugar en el Madison Square Garden el 20 de octubre y que contó con la colaboración de un gran número de artistas invitados. McCartney estrenó la canción «Freedom» en el concierto ante un público receptivo, y decidió para la publicación de Driving Rain incluir «Freedom» como tema oculto. 
En mayo de 2007, McCartney declaró que había personas que atribuían «connotaciones políticas» a «Freedom», por lo que tomó la decisión de dejar de interpretar la canción en directo. Sobre la canción, McCartney añadió: «Creí que era un gran sentimiento, e inmediatamente después del 11-S, pensé que era el sentimiento correcto. Pero luego fue secuestrado. Y se le añadió un poco de significado militarista, y encontrabas a Bush usando esa idea más bien de una manera que alteraba el significado de la canción».

## Recepción
Publicado en noviembre de 2001, Driving Rain recibió buenas reseñas aunque obtuvo un bajo respaldo comercial, especialmente si se compara con anteriores trabajos de estudio de McCartney como Flaming Pie, que alcanzó el puesto 2 tanto en Reino Unido como en Estados Unidos. Debido a la falta de un sencillo de éxito para promocionar el álbum, Driving Rain alcanzó el puesto 46 en las listas de discos más vendidos del Reino Unido, y se convirtió en el álbum con peores ventas de McCartney en su país natal.
La reacción en Estados Unidos fue mayor, aunque no alcanzó los resultados de anteriores trabajos. El álbum entró en el puesto 26 de la lista Billboard 200 y fue certificado como disco de oro por RIAA. 
En abril de 2002, McCartney comenzó la gira Driving USA como medio de promoción de Driving Rain, que se extendió en 2003 a México, Europa y Japón. 

## Lista de canciones
Todas las canciones compuestas por Paul McCartney excepto: «Back in the Sunshine Again», coescrita con James McCartney
| N.º | Título                                                               | Duración |  |
| 1.  | «Lonely Road»                                                        | 3:16     |  |
| 2.  | «From a Lover to a Friend»                                           | 3:48     |  |
| 3.  | «She's Given Up Talking»                                             | 5:00     |  |
| 4.  | «Driving Rain»                                                       | 3:30     |  |
| 5.  | «I Do»                                                               | 2:57     |  |
| 6.  | «Tiny Bubble»                                                        | 4:21     |  |
| 7.  | «Magic»                                                              | 4:00     |  |
| 8.  | «Your Way»                                                           | 2:55     |  |
| 9.  | «Spinning On An Axis»                                                | 5:17     |  |
| 10. | «About You»                                                          | 2:54     |  |
| 11. | «Heather»                                                            | 3:26     |  |
| 12. | «Back in the Sunshine Again»                                         | 4:24     |  |
| 13. | «Your Loving Flame»                                                  | 3:44     |  |
| 14. | «Riding Into Jaipur»                                                 | 4:10     |  |
| 15. | «Rinse The Raindrops»                                                | 10:16    |  |
| 16. | «Freedom» (Tema oculto, grabado en directo el 20 de octubre de 2001) | 3:34     |  |

## Personal
- Paul McCartney: voz, bajo, guitarra española, guitarra eléctrica, guitarra acústica, piano, batería, percusión y pandereta.
- Rusty Anderson: guitarra de 12 cuerdas, guitarra eléctrica, guitarra acústica, bajo, percusión y coros.
- David Campbell: viola
- Larry Corbett: violoncelo
- Joel Derouin: violín
- Gabe Dixon: órgano piano, Wurlitzer, percusión y coros.
- Matt Funes: viola
- David Kahne: sintetizador, samples, guitarra eléctrica, órgano y Wurlitzer.
- Abe Laboriel Jr.: batería, percusión, pandereta, acordeón y coros.
- James McCartney: guitarra eléctrica y coros.
- Ralph Morrison: violín

## Posición en listas
| País           | Lista                   | Posición |
| -------------- | ----------------------- | -------- |
| Alemania       | Media Control Chart     | 23       |
| Dinamarca      | Danish Albums Chart     | 17       |
| Estados Unidos | Billboard 200           | 26       |
| Francia        | SNEP Albums Chart       | 33       |
| Noruega        | Norwegian Top 40 Albums | 18       |
| Países Bajos   | Mega Albums Top 100     | 76       |
| Reino Unido    | UK Albums Chart         | 46       |
| Suecia         | Swedish Albums Chart    | 19       |
| Suiza          | Swiss Music Charts      | 62       |

| Sencillo                   | País           | Lista                         | Posición |
| -------------------------- | -------------- | ----------------------------- | -------- |
| «From a Lover to a Friend» | Canadá         | Canadian Singles Chart        | 6        |
| «From a Lover to a Friend» | Países Bajos   | Dutch Singles Chart           | 71       |
| «From a Lover to a Friend» | Reino Unido    | UK Singles Chart              | 45       |
| «Freedom»                  | Estados Unidos | Billboard Hot 100             | 97       |
| «Your Loving Flame»        | Estados Unidos | Hot Adult Contemporary Tracks | 19       |

## Certificaciones
| Fecha                   | País           | Organismo certificador | Certificación | Ventas certificadas |
| ----------------------- | -------------- | ---------------------- | ------------- | ------------------- |
| 29 de abril de 2002     | Estados Unidos | RIAA                   | Oro           | 399 000             |
| 12 de noviembre de 2001 | Reino Unido    | BPI                    | Plata         | 60 000              |